# Ах, мужчины! Ах, женщины!
«Ах, мужчины! Ах, женщины!» (англ. Oh, Men! Oh, Women!) — кинокомедия 1957 года режиссёра Наннэлли Джонсона с Джинджер Роджерс и
Дэном Дэйли в главных ролях.

## Слоган
«It’s all about you know what… and you know it’s wonderful!»

## Сюжет
Фильм отражает изменения настроений в обществе, начавших происходить в 1950-е годы, в данном случае — относительно психиатрии, алкоголя и разговоров о бывших любовниках. Джинджер Роджерс играет скучающую домохозяйку Милдред Тёрнер, которая ищет помощи о психиатра Алана Коулза. К нему же обращается и Артур Тёрнер, желающий избавиться от пристрастия к алкоголю. Тони Рэндалл в роли неврастеника, который скоро должен жениться и тоже ходит к нему на приёмы. А доктор Алан решает свои проблемы с помощью пациентов. И у всех странно переплетённое прошлое…
Дебют Тони Рэндалла, который до этого снимался только в сериалах.

## В ролях
- Джинджер Роджерс — Милдред Тёрнер
- Дэн Дэйли — Артур Тёрнер
- Дэвид Нивен — доктор Алан Коулз
- Тони Рэндалл — Коблер
- Барбара Раш — Мира Хагерман
- Натали Шафер — миссис Дэй
- Рэйчел Стефенс — мисс Тачер
- Джон Венграф — доктор Краусс

## Премьеры
- 22 февраля 1957 года состоялась премьера в США.
- 23 апреля 1957 года фильм был представлен Швеции.
- А 18 октября 1957 года — Финляндии